# Вирубово (Ленінський міський округ)
Ви́рубово (рос. Вырубово) — присілок у складі Ленінського міського округу Московської області, Росія.

## Населення
Населення — 144 особи (2010; 99 у 2002).
Національний склад (станом на 2002 рік):
- росіяни — 94 %